# Distretto di Huarmaca
Il distretto di Huarmaca è un distretto del Perù, facente parte della provincia di Huancabamba, nella regione di Piura.